# Jorge Garcia (ciclista)
Jorge Gomes Garcia, (Loriga, Portugal, 16 de Maio de 1960), é um ciclista medalhado de bicicleta reclinada português, a viver em Renens, na Suíça.

## Biografia
Jorge Garcia nasceu em Loriga, em 1960. Emigou para a Suíça em meados dos anos '80. Casou-se em 1986 com Fernanda Brito, com quem tem 2 filhas, Joana e Jessica.
Desde criança que pratica ciclismo. A 12 de Março de 2000, um acidente de trabalho, tirou-lhe a mobilidade no braço esquerdo. Entre 2000 e 2004, esteve afastado deste desporto.
Nessa altura, descobriu que podia continuar a fazer ciclismo numa modalidade dedicada particularmente a pessoas com deficientcias físicas: a bicicleta reclinada. A sua primeira bicicleta pesava 19 kg. Em 2005, uma firma holandesa convidou-o a experiementar um modelo específico para a sua incapacidade física, mais leve que o anterior, com 8,5 kg. Com ela, uns dias depois, alcançou o 3º.lugar do Campeonato da Europa. Desde então é habitual estar entre os 3 primeiros classificados das competições em que participa.
Em 2009, as autoridades de Renens, entregaram-lhe o Diploma de Mérito Desportivo. 
Em Maio 2010, a embaixada portuguesa na Suíça apresentou a candidatura de Jorge Garcia aos prémios "Talento 2010", na categoria de Desporto. Numa breve biografia justificativa da candidatura, recompilada pelo consulado em Genebra, estima-se que faça cerca de 25000 km/ano.
Em Agosto de 2011, como acto de beneficência, percorreu, em bicicleta, a distância entre Lausanne e Loriga, no total de 2510 km.
No ano seguinte, também para beneficência, esteve 24 horas a pedalar na freguesia para angariar fundos para a construção da igreja da Vila.
Apesar de morar na Suíça, ostenta sempre uma bandeira de Portugal na traseira da sua bicicleta e não esconde que é benfiquista. Costuma treinar com a sua bicicleta em Portugal, durante o Verão.